# Kipawa
Kipawa är en kommun i provinsen Québec i Kanada. Den ligger i regionen Abitibi-Témiscamingue, i den sydöstra delen av landet, 290 km nordväst om huvudstaden Ottawa.
Kommunen ligger vid en vik av sjön Lac Kipawa.